# アルピナ (腕時計)
アルピナ（英称:Alpina）は、スイス・ジュネーブに本拠地を置くシチズン傘下の高級時計メーカーである。

## ミッション
アルピナのミッションとして製造、設計、技術革新のすべての側面において、スイス・アルプスのような自然環境でのスポーツに挑む人々のためにスポーツウォッチを提供している。

## 特徴
日本での知名度は低いが、スイスの時計メーカーの中でも歴史が長くコアなファンがいる。
自動巻式腕時計の黎明期においては、オメガ社と並びハーフローター式のムーブメントの量産化により高い名声を得た。
最盛期には、2000店舗での販売を誇っていたが、クォーツショックの影響により衰退し、フレデリック・コンスタント社が同社を買収した2002年頃には、数10店舗での販売にまで落ち込んでいた。
現在はシチズン時計の子会社ではあるものの、同社のムーブメントは搭載していない。また、フレデリック・コンスタント社製のムーブメントを搭載した製品も存在するが、販売の中心は、セリタ製のムーブメントを搭載したものである。スタータイマーやアルパイナー等のスポーツウォッチを得意としている。
製造はフレデリック・コンスタントと同じジュネーブの工場で行われる（社屋にフレデリック・コンスタントとアルピナの両ブランド名を掲示している。）。
現在は、フレデリック・コンスタント、ブローバ、アンジェラスと並ぶシチズン時計の海外事業の子会社となっている。そのため、シチズン時計系列の正規代理店で販売されている。

## 歴史
- 1883年 - ゴットリーブ・ハウザーが「アルピナ・ユニオン・オルロジェール S.A.（UH）」を設立。
- 1913年 - ドイツ海兵隊に「アルピナ クロノメーター」を納入。
- 1926年 - 世界初の国際時計保証制度を確立。
- 1933年 - アルピナ初のスポーツウォッチ「ブロックウアー」を発売。
- 1938年 - スポーツウォッチ「アルピナ4」を発売。
- 1959年 - スポーツや工業用途に適したテレメーター（遠隔計測機）とユニットメーターを文字盤に装備した「アルピナ4 クロノグラフモデル」を発売。
- 2002年 - フレデリック・コンスタント社がアルピナを買収。
- 2013年 - スポーツウォッチ製造開始130周年を記念し、「アルピナ130」を発表。
- 2014年 - スポーツウォッチ「アルピナ4」の復刻版を1938年当時の仕様で発売。
- 2015年 - 「スイスメイドスマートウォッチ」を発表。特許取得の「ダイレクト・フライバック」テクノロジーを備えた自社製キャリバー「マニュファクチュール オートマチック フライバック クロノグラフ AL-760」も発表。
- 2016年 - 1960年代に発表したダイバーズウォッチ「シーストロング 10 スーパーコンプレッサー」に現代的な解釈を加えたモデル「シーストロング ダイバー ヘリテージ」を「バーゼルワールド2016」で発表。
- 2017年 - 自社のアビエーションウォッチの歴史へのオマージュとして、「スタータイマー パイロット オートマチック」の新作コレクションをプロのパイロットと航空機愛好家に向けて発表。シチズン傘下入り。

## スポンサーシップ
- マイケル・グーリアン
- 藤井快
- オーレリアン・デュクロ
- 大原洋人
- ボルゲ・オウスラント＆ヴィンセント・コリヤード